# BEB IV
Die Dampflokomotivreihe BEB IV war eine Güterzug-Schlepptenderlokomotivreihe der Buschtěhrader Eisenbahngesellschaft (BEB).

## Geschichte
Die von der BEB beschafften drei Stück Güterzuglokomotiven der Bauart D wurden von der Wiener Neustädter Lokomotivfabrik 1884 geliefert.
Sie wurden als BEB IV eingeordnet und bekamen zunächst die Betriebsnummern 201–203, ab 1887 dann 301–303.
Nach der Verstaatlichung 1923 kamen die drei Maschinen zu den Tschechoslowakischen Staatsbahnen (ČSD), die ihnen die Bezeichnung 412.001–003 gab.
Die Loks dieser Reihe wurden bis 1949 ausgemustert.
Die ČSD reihten auch drei Loks, die baugleich den MÁV IVa waren, in die Reihe 412.0 und zwar als 412.004–006 ein.